# Норр, Нейтан
Нейтан Гомер Норр (англ. Nathan Homer Knorr; 23 апреля 1905 — 8 июня 1977) — третий президент Общества Сторожевой башни, был избран на этот пост 13 января 1942 года после смерти Джозефа Рутерфорда.

## Биография
Родился 23 апреля 1905 года в городе Бетлехем (США, штат Пенсильвания). Норр начал интересоваться учением Исследователей Библии, когда ему было 16 лет. Он ушёл из Реформатской церкви в 1922 году, а в 1923 году крестился как Исследователь Библии. Так совпало, что речь для крестящихся в тот день преподносил Фредерик Френц, который, хотя был старше на несколько лет, пережил Норра и сменил его на посту президента Общества Сторожевой башни. Норр и Френц стали близкими друзьями, оба они служили в Руководящем совете свидетелей Иеговы.
6 сентября 1923 года Норр стал членом семьи Вефиля в Бруклине. Он усердно трудился в отделе отправки, и вскоре обнаружились его природные организаторские способности. 23 сентября 1932 года скончался Роберт Мартин, управлявший типографией Общества, и на его место был назначен Норр. 11 января 1934 года Норра избрали одним из директоров Объединения народных проповедников (сейчас Общество Сторожевой башни, Библий и Трактатов, Нью-Йорк), и в следующем году он стал вице-президентом Объединения. 10 июня 1940 года он принял на себя обязанности вице-президента Общества Сторожевой башни, Библий и трактатов (Пенсильвания). В январе 1942 года его выбрали президентом обоих обществ, а также британской Ассоциации Международных Исследователей Библии (АМИБ).
Умер Нейтан Норр от опухоли мозга 8 июня 1977 года.

## Вклад в деятельность свидетелей Иеговы
Наибольший вклад Норр внёс в образовательные программы свидетелей Иеговы. Через месяц после того, как он вступил на должность, началась работа над созданием Школы теократического служения, которая должна была улучшить навыки исследования Библии и ораторского искусства. 24 сентября 1942 года Норр предложил создать другую школу, которая бы готовила миссионеров для работы в странах с большой потребностью в возвещателях Царства. Это предложение было единогласно одобрено советом директоров Общества Сторожевой башни. Школа получила название Библейской Школы Сторожевой башни Галаад. Занятия первого класса Школы начались 1 февраля 1943 года.
Норр также принимал участие в разработке позиции свидетелей Иеговы относительно переливания крови.
Нейтан Норр был талантливым организатором. Он многое сделал для усовершенствования организационной структуры свидетелей Иеговы. В 1942 году, когда он стал президентом, у свидетелей во всём мире было 25 филиалов. К 1946 году, несмотря на преследования, которым Свидетели подвергались во время Второй мировой войны, у них были филиалы в 57 странах. В течение следующих 30 лет количество филиалов увеличилось до 97.

## Публикации
Среди публикаций, изданных во время президентства Норра, были такие:
- «Приготовлены ко всякому доброму делу»
- «Да будет Бог верен»
- «Удостоверься во всех вещах»
- «От рая потерянного к раю восстановленному»
- «„Всё Писание“ вдохновлено Богом и достоверно».

В это же время журнал «Утешение» (ранее «Золотой век») был переименован в «Пробудитесь!».
Также при Норре свидетелями Иеговы было осуществлено издание «Перевода нового мира» Священного Писания на английском языке.

## Организационные изменения
C 1 октября 1972 года у свидетелей Иеговы начались изменения в надзоре за собраниями. Теперь вместо одного служителя собрания назначалось несколько старейшин и служебных помощников. Один из старейшин назначался председательствующим, но все старейшины имели одинаковый авторитет и несли одинаковую ответственность за принятие решений.
Позднее должность председателя Руководящего совета перестала быть постоянной и стала передаваться ежегодно. 1 января 1976 года в Руководящем совете были сформированы писательский, учебный и служебный комитеты, а также комитет по кадрам, которые осуществляли надзор за отдельными отраслями деятельности организации.
Следующим президентом Общества стал Фредерик Френц.